# Savielly Tartakower
Savielly Tartakower (còn được viết là Xavier hoặc Ksawery Tartakower, một số cách viết ít phổ biến hơn là Tartacover hoặc Tartakover; 21 tháng 2 năm 1887 – 4 tháng 2 năm 1956) là một kỳ thủ cờ vua người Ba Lan và Pháp. Năm 1950, ông được trao danh hiệu đại kiện tướng vào lần đầu tiên trong lịch sử. Tartakower cũng là một nhà báo và tác giả về cờ vua hàng đầu trong thập niên 1920 và 1930.

## Sự nghiệp ban đầu
Tartakower sinh ngày 21 tháng 2 năm 1887 tại Rostov trên sông Đông, Nga, là con của những người Áo gốc Do Thái. Cha ông là một người Công giáo thế hệ đầu, đã đặt tên cho ông bằng chữ Latinh của tên ông ấy, Sabelius.  Cha mẹ ông thiệt mạng trong một vụ cướp ở Rostov trên sông Đông năm 1911. Tartakower sống phần lớn thời gian tại Áo. Ông tốt nghiệp khoa luật của các trường đại học ở Genève và Viên. Ông nói được tiếng Đức và tiếng Pháp. Trong quá trình học, ông bắt đầu quan tâm đến cờ vua và bắt đầu tham gia các buổi gặp mặt cờ vua tại nhiều quán cà phê dành cho những người chơi cờ ở Viên. Ông đã gặp nhiều kỳ thủ nổi tiếng thời bấy giờ, trong số đó có Carl Schlechter, Géza Maróczy (ông đã chơi những ván được coi là hay nhất sự nghiệp với kỳ thủ này), Milan Vidmar và Richard Réti. Thành tích đầu tiên của ông là vô địch một giải đấu ở Nuremberg năm 1906. Ba năm sau, ông giành ngôi á quân một giải đấu ở Viên, và chỉ thua Réti.
Trong Chiến tranh thế giới thứ nhất, Tartakower được biên chế vào quân đội Áo-Hung và từng là sĩ quan tham mưu ở nhiều vị trí khác nhau. Ông đến mặt trận Nga cùng trung đoàn bộ binh Viên. Sau chiến tranh, ông chuyển sang Pháp và định cư ở Paris. Mặc dù Tartakower không nói được tiếng Ba Lan nhưng sau khi Ba Lan giành lại độc lập vào năm 1918, ông nhận quốc tịch Ba Lan và trở thành một trong những đại sứ danh dự nổi bật nhất của đất nước này. Ông là đội trưởng, là huấn luyện viên của đội cờ vua Ba Lan trong sáu giải đấu quốc tế, và giành huy chương vàng cho Ba Lan tại Olympiad Hamburg năm 1930.

## Sự nghiệp cờ vua chuyên nghiệp
Tại Pháp, Tartakower quyết định trở thành một kỳ thủ chuyên nghiệp. Ông bắt đầu hợp tác với nhiều tạp chí cờ vua khác nhau và viết một số cuốn sách và tài liệu quảng cáo về cờ vua. Cuốn sách nổi tiếng nhất trong số này, Die Hypermoderne Schachpartie (Ván đấu cờ vua siêu hiện đại) được xuất bản vào năm 1924 và kể từ đó đã được in gần 100 phiên bản khác nhau. Tartakower tham gia nhiều giải cờ quan trọng nhất vào thời gian này. Năm 1927 và 1928, ông vô địch hai giải đấu ở Hastings và đồng hạng nhất với Aron Nimzowitsch ở London. Ở giải London, ông đánh bại những đối thủ mạnh như Frank Marshall, Milan Vidmar và Efim Bogoljubov. Năm 1930, ông vô địch giải đấu Liège, hơn Mir Sultan Khan hai điểm. Trong những kỳ thủ xếp sau tại giải này có Akiba Rubinstein, Nimzowitsch và Marshall.
Tartakower hai lần vô địch Ba Lan, tại Warszawa 1935 và Jurata 1937. Trong thập niên 1930, ông khoác áo Ba Lan sáu kỳ Olympiad Cờ vua, giành ba huy chương cá nhân (vàng năm 1931, đồng năm 1933 và 1935) và năm huy chương đồng đội (vàng năm 1930, hai bạc năm 1931 và 1939, và hai huy chương đồng năm 1935 và 1937). Năm 1935, ông là một trong những nhà tổ chức chính của Olympiad Cờ vua ở Warszawa.
- Năm 1930, ngồi bàn thứ hai tại Olympiad Cờ vua lần thứ 3 ở Hamburg (+ 9−1 = 6);
- Năm 1931, ngồi bàn thứ hai tại Olympiad Cờ vua lần thứ 4 ở Praha (+ 10−1 = 7);
- Năm 1933, ngồi bàn đầu tiên tại Olympiad Cờ vua lần thứ 5 ở Folkestone (+ 6−2 = 6);
- Năm 1935, ngồi bàn đầu tiên tại Olympiad Cờ vua lần thứ 6 ở Warszawa (+ 6−0 = 11);
- Năm 1937, ngồi bàn đầu tiên tại Olympiad Cờ vua lần thứ 7 ở Stockholm (+ 1−2 = 10);
- Năm 1939, ngồi bàn đầu tiên tại Olympiad Cờ vua lần thứ 8 ở Buenos Aires (+ 7−3 = 7);

Năm 1939, Chiến tranh thế giới thứ hai nổ ra khi ông ở Buenos Aires, đang thi đấu tại Olympiad cờ vua lần thứ 8, khoác áo Ba Lan trong đội hình có Miguel Najdorf, người luôn gọi Tartakower là "người thầy của tôi".

## Những năm cuối
Sau một thời gian ngắn ở Argentina, Tartakower trở về châu Âu. Ông đến Pháp ngay trước khi nước này thất thủ trước Đức năm 1940. Với bút danh Cartier, ông gia nhập lực lượng của tướng Charles de Gaulle.
Sau Chiến tranh thế giới thứ hai và do Liên Xô tiếp quản Ba Lan, Tartakower trở thành công dân Pháp. Ông chơi giải Liên khu vực đầu tiên tại Saltsjöbaden 1948, nhưng đã có tuổi, phong độ đã qua thời đỉnh cao nên không lọt vào Giải đấu Ứng viên. Ông khoác áo Pháp ngồi bàn đầu tiên ở Olympiad Cờ vua lần thứ 9 ở Dubrovnik năm 1950 (+5 −5 =5). FIDE định ra danh hiệu đại kiện tướng quốc tế năm 1950; Tartakower nằm trong nhóm kỳ thủ đầu tiên nhận được danh hiệu. Năm 1953, ông giành chức vô địch Pháp tại Paris.
Ông mất ngày 4 tháng 2 năm 1956 tại Paris, 18 ngày trước sinh nhật lần thứ 69.

## Tính cách và những đóng góp về cờ vua
Tartakower được coi là một trong những kỳ thủ cờ vua đáng chú ý nhất trong thời đại của ông. Harry Golombek đã dịch cuốn sách của Tartakower về những ván đấu hay nhất của ông, và trong lời tựa đã viết:
Tartakower là người có văn hóa nhất và là người thông minh nhất trong số tất cả các bậc thầy về môn cờ vua mà tôi từng gặp. Trí não được sử dụng cực kỳ tốt và sự thông minh có sẵn luôn chảy trong huyết quản của anh ấy. Đó là điều khiến cuộc trò chuyện với anh ấy trở nên thật sự thú vị. Cách nói chuyện và suy nghĩ của ông giống như một sự pha trộn mang tính hiện đại hóa giữa Baruch Spinoza và Voltaire; kèm theo một chút độc đáo có phần nghịch lý mà Tartakower cần.